# Hypsiboas riojanus
Hypsiboas riojanus är en groddjursart som först beskrevs av Koslowsky 1895.  Hypsiboas riojanus ingår i släktet Hypsiboas och familjen lövgrodor. IUCN kategoriserar arten globalt som otillräckligt studerad. Inga underarter finns listade i Catalogue of Life.